# باندیکوت خاردار کلارا
باندیکوت خاردار کلارا (نام علمی: Echymipera clara) نام یک گونه از سرده باندیکوت خاردار گینه نو است.